# إرنست جي. كول
إرنست جي. كول هو سياسي كندي، ولد في 1916، وتوفي في 9 نوفمبر 2000.